# Lycée Jacquard

Lycée Polyvalent Jacquard à Caudry - Norme HQE.

Le lycée Joseph-Marie Jacquard se situe à Caudry, avenue Jean-Moulin.

## Présentation
C'est un lycée polyvalent (un enseignement professionnel et général est dispensé). Il compte actuellement 860 élèves répartis dans 19 classes d'enseignement général et technologique, 16 classes d'enseignement professionnel et 6 classes de BTS CPRP (conception des processus de réalisation de produits) et BTS CIEL (Systèmes Numeriques). 140 adultes les encadrent.

### Section d'enseignement général et technologique
Le lycée Jacquard prépare aux baccalauréats suivants :  baccalauréat général et baccalauréat STL sciences et technologies de laboratoire.
7 classes de 2ndes générales et technologiques
options: Latin, Grec, EPS, Sections européennes Anglais et Espagnol, Sciences de Laboratoire, Sciences de l’Ingénieur
5 classes de 1ères générales
Spécialités:
- Histoire géographie, géopolitique et sciences politiques.
- Langues, littératures et cultures étrangères Anglais
- Maths.
- Numérique et sciences informatiques.
- Physique Chimie
- SVT.
- Sciences de l'ingénieur.
- Sciences économiques et sociales

options: EPS, Sections européennes Anglais et Espagnol, Latin Grec
1 classe de 1ère Stl
option: EPS Latin Et Grec
5 classes de Terminales générales
Spécialités:
- Histoire géographie, géopolitique et sciences politiques.
- Humanités, littérature et philosophie.
- Langues, littératures et cultures étrangères Anglais
- Maths.
- Numérique et sciences informatiques.
- SVT.
- Sciences de l'ingénieur.
- Sciences économiques et sociales

options: EPS, Sections Européennes Anglais et Espagnol. Latin. Grec, Droit et Grands Enjeux du Monde Contemporain, Maths Expert, Maths Complémentaire
1 classe de Terminale Stl
Option: EPS Latin et Grec

### Section d'enseignement professionnel
Toutes les sections professionnelles ont le label section européenne
Stages en entreprises à l'étranger:
- technicien d'usinage Pologne Allemagne
- métiers de l'électricité et de ses environnements connectés Portugal
- Bac pro systèmes numériques Irlande
Bac pro technicien d'usinage & Technicien(ne) en Réalisation de Produits Mécaniques
- 2de pro Technicien(ne) en Réalisation de Produits Mécaniques - 1 classe - 18 élèves en moyenne
- 1re pro technicien d'usinage - 1 classe - 18 élèves en moyenne
- Terminale pro technicien d'usinage - 1 classe - 18 élèves en moyenne

Bac pro métiers de la mode-vêtements
- 2nde pro métiers de la mode-vêtements - 1 classe - 18 élèves en moyenne
- 1re pro métiers de la mode-vêtements - 1 classe - 18 élèves en moyenne
- Terminale pro métiers de la mode-vêtements - 1 classe - 18 élèves en moyenne

Bac pro métiers de l'électricité et de ses environnements connectés (MELEC) et Bac pro systèmes numériques (SN) options B et C
2de commune famille des métiers métiers des transitions numérique et énergétique (MELEC ET SN)
- 2 classes de 30 élèves en moyenne (60 au total)

Bac pro métiers de l'électricité et de ses environnements connectés
- 1re pro métiers de l'électricité et de ses environnements connectés - 1 classe - 26 élèves en moyenne
- Terminale pro métiers de l'électricité et de ses environnements connectés - 1 classe - 29 élèves en moyenne

Bac pro systèmes numériques option B audiovisuels, réseau et équipement domestiques
- 1ère pro systèmes numériques option B audiovisuels, réseau et équipement domestiques - 1 classe - 16 élèves en moyenne
- Terminale pro systèmes numériques option B audiovisuels, réseau et équipement domestiques - 1 classe - 16 élèves en moyenne

Bac pro systèmes numériques option C réseaux informatiques et systèmes communicants
- 1ère pro systèmes numériques option C réseaux informatiques et systèmes communicants - 1 classe - 16 élèves en moyenne
- Terminale pro systèmes numériques option C réseaux informatiques et systèmes communicants - 1 classe - 16 élèves en moyenne

CAP électricien
- CAP en 2 ans - 1e année électricien - 1 classe - 16 élèves en moyenne

Mention complémentaire
MC technicien en énergies renouvelables option énergie électrique (niveau IV)
- MC technicien en énergies renouvelables option énergie électrique - 1 classe - 9 élèves en moyenne

BTS CPRP (conception des processus de réalisation de produits)
- 1ère année BTS 15 élèves en moyenne
- 2ème année BTS 15 élèves en moyenne
- 1ère année BTS en apprentissage 9 élèves en moyenne

BTS CIEL Cybersécurité, Informatique et réseaux, Electronique Option Informatique et Réseaux
- 1ère année BTS 15 élèves en moyenne
- 2ème année BTS 15 élèves en moyenne

## Classement du lycée
En 2021 le Lycée est classée 11ème au niveau national et 1er lycée public au niveau académique par Le Parisien!
|    |                                               | Valeur ajoutée | Taux de réussite | Taux de mentions | Accès 2nde bac |
| -- | --------------------------------------------- | -------------- | ---------------- | ---------------- | -------------- |
| 11 | Lycée polyvalent Joseph Marie Jacquard Caudry | + 28           | 100%             | 72%              | 94%            |

En 2020, le lycée est classé 20ème au niveau départemental.
En 2019, le lycée se classe 53ème pour le lycée Général et 45ème pour le lycée professionnel au niveau départemental (1er établissement du Cambrésis), avec une valeur ajoutée très élevée (calculée à partir de l'origine sociale des élèves, de leur âge et de leurs résultats au diplôme national du brevet).

## Taux de réussite au bac général et technologique
| Diplôme préparé 2021                     | inscrits | présents | admis  | % admis     |
| Baccalauréat Général et Technologique    |          |          |        |             |
| Série générale Série technologique - STL | 110 23   | 110 23   | 107 22 | 97,27 95,65 |
| TOTAL                                    | 133      | 133      | 129    | 96,99       |

| 2020    | Taux brut |     | Valeur ajoutée |
| ------- | --------- | --- | -------------- |
| ES      | 100%      | 6,1 |                |
| S       | 100%      | 9,2 |                |
| STL     | 100%      | 7,4 |                |
| Moyenne | 100%      | 7   |                |

| 2019    | Taux brut | Taux attendu | Valeur ajoutée | Effectif bac |
| ------- | --------- | ------------ | -------------- | ------------ |
| ES      | 94        | 87           | 7              | 33           |
| S       | 91        | 84           | 7              | 65           |
| STL     | 93        | 85           | 8              | 27           |
| Moyenne | 92        | 85           | 7              | 125          |

37% de mentions

## Taux de réussite au bac professionnel
| SESSION 2021               |             |             |             |                         |
| Diplôme préparé            | Inscrits    | Présents    | Admis       | % admis                 |
| Enseignement Professionnel |             |             |             |                         |
| DNB (3 PPRO)               | 24          | 23          | 22          | 96                      |
| CAP élec                   | 9           | 9           | 8           | 88,89                   |
| BAC PRO MELEC SN TU MMV    | 24 27 16 12 | 24 27 16 12 | 22 24 15 10 | 91,67 88,89 93,75 83,33 |
| TOTAL                      |             | 79          | 71          | 89,87                   |

| 2019                                 | Taux brut | Taux attendu | Valeur ajoutée | Effectif bac |
| ------------------------------------ | --------- | ------------ | -------------- | ------------ |
| Matériaux souples                    | 68        | 68           | 0              | 19           |
| Mécanique, électricité, électronique | 87        | 74           | 13             | 79           |
| Moyenne                              | 84        | 73           | 11             | 98           |

47% de mentions

## Particularités
Le lycée fut construit en l'an 2000 par l'architecte belge Lucien Kroll, en suivant les normes dites HQE (haute qualité environnementale).
Quelques-unes des démarches environnementales liées au lycée :
- équilibre remblai-déblai.
- matériaux lourds produits à moins de 200 km du site.
- matériaux à faible charge énergétique, durables sans traitements délavables ; innocuité pour la santé.
- quantité de PVC limitée à 2,5 tonnes.
- flexibilité et neutralité du bâtiment avec de grands espaces modulaires (bâtiment convertible en logements).
- confort thermique : isolation par l'extérieur, suppression des ponts thermiques, protection solaire des baies.

## Sources
- (fr) Site officiel de la ville de Caudry